# Anexe Krymu Ruskou federací
Anexe Krymu Ruskou federací je většinou států neuznaná anexe ukrajinského poloostrova Krym provedená Ruskou federací v únoru a březnu roku 2014. Krymská krize vznikla v důsledku ruské invaze, jež byla maskována jako povstání domobrany, po které následovalo vypsání referenda o sebeurčení. Rusko, které má na Krymu základnu Černomořského loďstva, tím reagovalo na vnitropolitické změny na Ukrajině, kde lidové demonstrace zvané Euromajdan vedly ke svržení prorusky orientovaného prezidenta Viktora Janukovyče a jeho vlády.
Rusko vyslalo na poloostrov část svých speciálních jednotek, které pomohly vojensky obsadit klíčová místa. Krymská vláda vyvolala 16. března 2014 za tohoto stavu referendum, které ukrajinský Ústavní soud považuje za protiústavní. Rusko začlenilo na žádost parlamentu Republiky Krym jak Krym, tak město Sevastopol do svého státního území. Představitelé Ukrajiny považují anexi za nelegální a většina zemí světa podpořila ukrajinskou územní celistvost. Dva dny po referendu bylo kvůli anexi Krymu pozastaveno Rusku členství ve skupině G8. Jen Rusko, které tuto událost představovalo jako obranu etnicky ruských obyvatel Krymu, a několik málo dalších zemí dosud uznalo ruskou anexi poloostrova.
Rusko přitom garantovalo územní celistvost Ukrajiny v budapešťském memorandu o jaderném odzbrojení Ukrajiny z roku 1994. Spor trvá dodnes a byl zdrojem napětí mezi Ruskem a Západem. Konflikt na Krymu a Sevastopolu byl Mezinárodním trestním soudem definován jako rusko-ukrajinský mezinárodní ozbrojený konflikt.
Valné shromáždění Organizace spojených národů přijalo dne 7. prosince 2020 rezoluci (63 hlasů pro, 17 proti, 62 se zdrželo) ve které vyzývá Ruskou federaci jako okupační mocnost, aby neprodleně a bezpodmínečně stáhla své vojenské síly z okupovaného Krymu a ukončila bezodkladně dočasnou okupaci území Ukrajiny.

## Pozadí krymské krize

### Historický vývoj

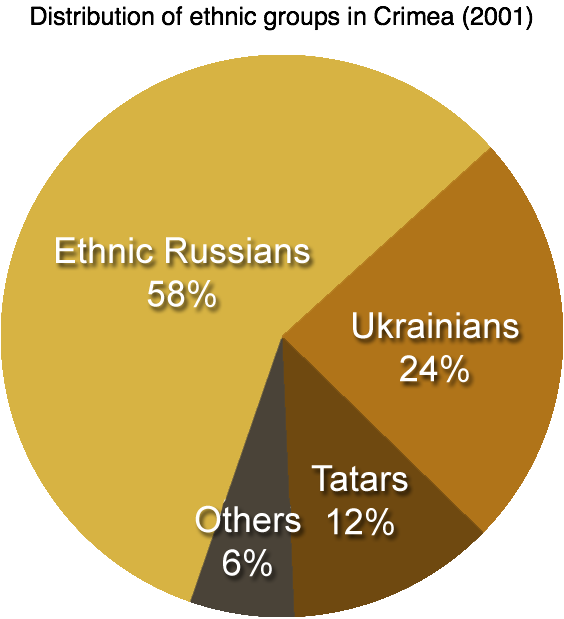
Národnostní složení Krymu (2001)

Předmětem sporu je oblast ukrajinského poloostrova Krymu, na níž leží Autonomní republika Krym a město Sevastopol. Místní obyvatelstvo je většinově ruského původu.
Po klíčovém vítězství Ruského impéria nad Osmanskou říší v páté rusko-turecké válce (1768–1774) byl Krym v roce 1783 připojen k Ruskému impériu pod vládou carevny Kateřiny II. Veliké. Kníže Grigorij Potěmkin založil přístav Sevastopol, který byl postupně opevňován a začala zde být budována vojensko-námořní infrastruktura.
V rámci Sovětského svazu (SSSR) byl Krym autonomní republikou až do roku 1944. Po deportaci Krymských Tatarů byl přeměněn na řadovou oblast a stal se součástí Ruské sovětské federativní socialistické republiky (RSFSR). 19. února 1954 byl Krym z iniciativy sovětského vůdce Nikity Chruščova vyňat z Ruské SFSR a administrativně přičleněn k Ukrajinské SSR při příležitostí třístého výročí Perejaslavské rady — sjednocení Záporožské Siče a Ruského carství roku 1654.
12. února 1991 proběhlo referendum, v němž se obyvatelstvo Krymu vyslovilo pro obnovení autonomie v rámci Ukrajinské SSR. Následně Ukrajinská SSR vyhlásila 24. srpna nezávislost. Tato nezávislost byla následně v prosinci potvrzena referendem, v kterém byl schválen vznik samostatné a nedělitelné Ukrajiny. Pro nezávislost se vyslovila i většina obyvatel Krymu. Ten byl do nově vzniklého státu začleněn jako nově vzniklá (či obnovená) Autonomní republika Krym.
V národnostním složení obyvatelstva převládli postupně díky přistěhovalcům a deportacím etničtí Rusové. V roce 1939 tvořili Rusové 49,6% obyvatel Krymu, Ukrajinci 13,7%, Krymští Tataři 19,4% a Židé 5,8%. Během okupace Krymu nacistickým Německem došlo k vyvraždění židovské menšiny. V roce 1944 pak byla na příkaz sovětského vůdce Stalina provedena rozsáhlá deportace Krymských Tatarů, kteří byli obviněni z kolaborace s Němci, ale také krymských Řeků, Arménů a Bulharů, převážně na Sibiř a do jiných oblastí mimo evropskou část SSSR. Na Krymu se v důsledku toho a také dalším přistěhovalectvím zvýšil procentuální podíl jak ruského, tak ukrajinského obyvatelstva.

### Smluvní postavení ruského Černomořského loďstva
V Sevastopolu sídlí od roku 1783 ruské Černomořské loďstvo. Podle ukrajinsko-ruské „Smlouvy o postavení a podmínkách Černomořského loďstva“ má Rusko na Krymském poloostrově povoleno umístit až 25 000 vojáků, 24 dělostřeleckých systémů, 132 obrněných vozidel a 22 vojenských letadel. Rusko také získalo 81,7 procent původně sovětských lodí Černomořské floty po zaplacení 526,5 milionů US dolarů ukrajinské vládě. Smlouva byla podepsána v roce 1997, její účinnost nastala dva roky poté. Původně smlouva platila do roku 2017, byla však prodloužena v roce 2010 o dalších 25 let, tedy do roku 2042. Mezinárodně-právně je tedy pro obě strany závazná i po anexi Krymu Ruskem. Ruská vláda má podle této smlouvy každoročně platit Ukrajině 97,75 milionů USD za právo používat ukrajinské výsostní vody, rádiové kmitočty a k vyrovnání dopadu floty na životní prostředí. Podle dostupných informací však ruská vláda po anexi Krymu tyto platby zastavila.[zdroj⁠?!]

## Průběh krize a anexe Krymu Ruskem

### Příprava anexe a referendum

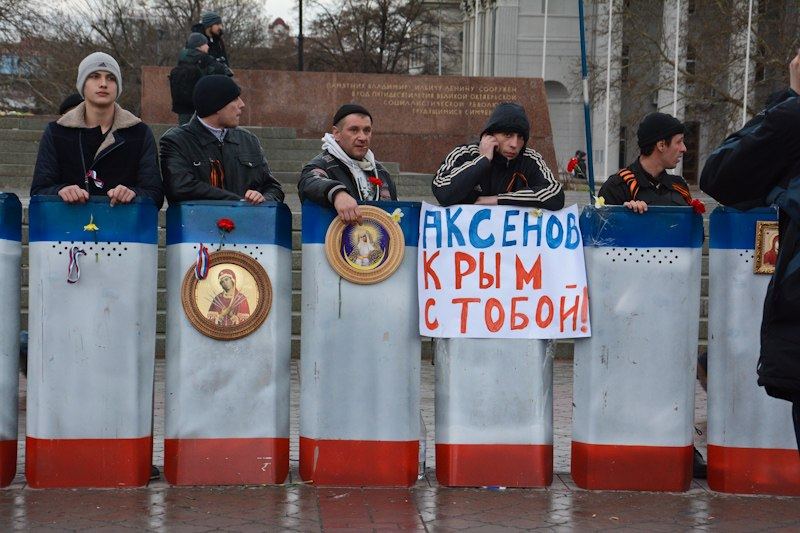
Krymská domobrana se štíty v barvách Autonomní republiky Krym, únor 2014

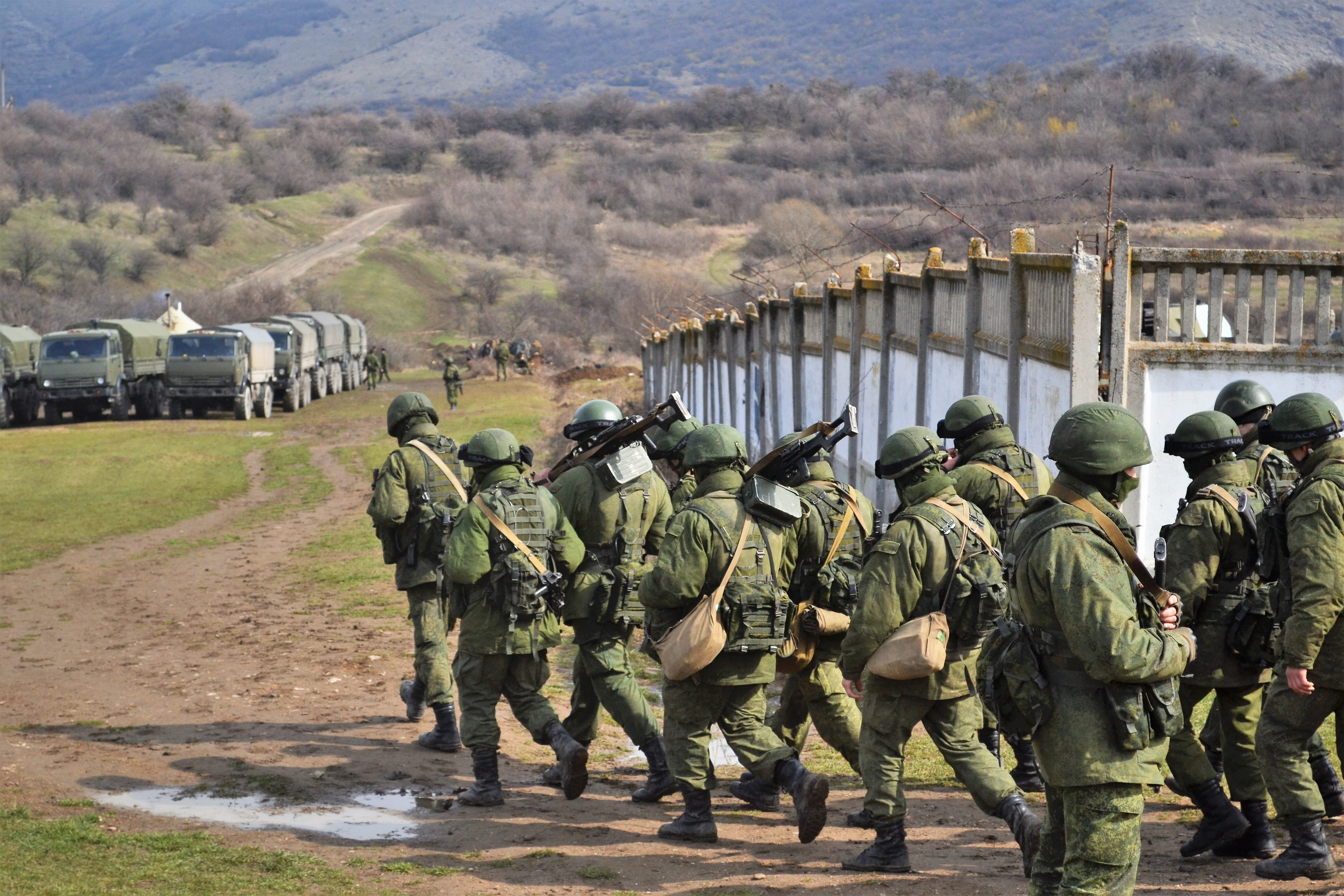
Zelení mužíčci u vojenské základny v Perevalném, březen 2014

Po událostech v Kyjevě a příklonu Ukrajiny k Evropské unii vypukly na východě a jihovýchodě země a také na Krymu protesty proti nové ukrajinské vládě. Na Krymu, kde je většina obyvatelstva ruskojazyčná, zavládla silná proruská nálada. Na mnoha místech na Krymu se také konaly proruské demonstrace.
25. února se konalo zasedání prezidia krymského parlamentu, na kterém bylo naplánováno na 26. února mimořádné zasedání Nejvyšší rady Krymu. Na pořadu jednání měla být zpráva Rady ministrů Krymu a návrh referenda o budoucnosti Krymu.
26. února uspořádal Medžlis krymských Tatarů shromáždění poblíž budovy Nejvyšší rady Autonomní republiky Krymu, s cílem ji zablokovat a zabránit přijetí „rozhodnutí zaměřených na destabilizaci situace v autonomii“ . Demonstranti vtrhli do budovy Nejvyšší rady Krymu, obsadili část prvního patra budovy a zablokovali tak jednání. Refat Čubarov během shromáždění řekl, že krymští Tataři nedovolí odtržení Krymu od Ukrajiny.  Zároveň se zde konalo shromáždění „Ruského společenství Krym“. Mezi účastníky obou shromáždění došlo ke konfliktu, v jehož důsledku bylo zraněno 35 osob a dva lidé zemřeli – muž, který zemřel na infarkt, a žena ušlapaná v tlačenici.
27. února 2014 se na Krymu mimo existující ruské vojenské základny objevili neoznačení vojáci s moderními zbraněmi a vybavením ruského původu, odpovídajícím výstroji jednotek typu Specnaz, některými médii označovaní jako „zelení mužíčci“, kteří rychle obsadili klíčové krymské objekty, jako jsou např. letiště, přístavy, vládní budovy a další objekty infrastruktury. Obsadili též budovu Nejvyšší rady Autonomní republiky Krymu. Rada ministrů Autonomní republiky Krym odhlasovala rezignaci (60 hlasů ve prospěch rozpuštění a 3 se zdrželi hlasování); následně došlo v okupované budově k volbě vlády nové a ve funkci premiéra byl dosazen Sergej Aksjonov. Nová vláda byla prorusky orientovaná a jedním z jejích prvních kroků bylo, že neuznala legitimitu prozápadní vlády v Kyjevě, která vzešla z převratu během Euromajdanu. Vzápětí oznámila vláda v Simferopolu záměr připojení Krymu k Ruské federaci.
Ruská vláda nasazení armády rezolutně popírala. Postupně se ale potvrdilo, že v případě některých neoznačených vojáků vybavených moderními ručními zbraněmi a neprůstřelnými vestami šlo o příslušníky ruských speciálních sil, kteří byli do oblasti posláni kvůli „ochraně místních Rusů“. Podle vlastního prohlášení, které uveřejnil o více než rok později, svolal prezident Ruské federace Vladimir Putin již v noci z 22. na 23. února 2014 schůzi, které se kromě něj zúčastnili velitelé ruských speciálních složek a funkcionáři ministerstva obrany. Zde se dohodla mj. i záchrana dosavadního ukrajinského prezidenta Janukovyče, který byl tehdy podle Putina ohrožen na životě. Na této schůzi ale také bylo z Putinovy iniciativy rozhodnuto, že se připraví „navrácení Krymu do Ruska“. V tu dobu už měly ruské orgány k dispozici výsledky „tajného průzkumu“ mezi obyvateli Krymu, podle nichž údajně 75 procent obyvatel souhlasilo s připojením poloostrova k Rusku. Není ovšem jasné, zda část vojáků v oblasti neoperovala už před udaným datem, protože na medailích, které vojáci později obdrželi, je údajně uveden začátek operace 20. února 2014. Podle novin Novaja gazeta mělo být obsazení Krymu prvním krokem k rozpoutání nepokojů na Ukrajině a následnému rozdělení Ukrajiny na východní a západní část. Bývalý generální konzul ČR v Ruské federaci Vladimír Votápek se ale domnívá, že rozhodnutí o připojení Krymu k Rusku muselo padnout mnohem dříve, „než v Kyjevě zvítězila revoluce proti Janukovyčovu režimu“, protože operace typu okupace Krymu se obvykle připravují měsíce.
V nastalé atmosféře vítalo na mnoha místech obyvatelstvo Krymu neoznačené vojáky velmi vřele. Na druhou stranu upozornila organizace Human Rights Watch na vyhrožování, únosy a mučení proukrajinských aktivistů a novinářů, kterých se během března 2014 měly dopouštět ozbrojená sebeobrana a vojenské oddíly. Byly zaznamenány také případy „zmizení“ některých obyvatel Krymu.

Nedlouho poté nově ustavená krymská vláda vyhlásila referendum o rozšíření autonomie Republiky Krym. Z původního 25. května bylo ale konání referenda posunuto na dřívější termín 30. března 2014. Na billboardech po celém Krymu se objevil plakát, který referendum propagoval jako volbu mezi nacismem a Ruskem. V souvislosti se vzniklou chaotickou situací požádal nově zvolený krymský premiér Sergej Aksjonov o pomoc Ruskou federaci. Ruská Rada federace pak na přelomu února a března 2014 schválila vyslání jednotek ruské armády na Krym pro údajnou ochranu krymských Rusů, přestože zde již bylo přítomno asi 6 000 ruských vojáků, nehledě na legálně přítomné vojenské síly v prostorách ruských základen na Krymském poloostrově. Schválení rezoluce vysílala živě i ruská televize.
Mezi Ukrajinou a Ruskem se poté rozpoutala informační přestřelka. Ruská média např. v souvislosti s kritickou situací na Ukrajině uvedla, že prozápadní ukrajinská vláda je pod diktátem hnutí Euromajdan, a že přes 143 000 Ukrajinců zažádalo o azyl na území Ruska. Nicméně ruská imigrační služba neevidovala žádný zvýšený počet azylantů z Ukrajiny ani větší množství žádostí Ukrajinců o trvalý pobyt. Hlasování krymské republikové vlády, při kterém se 59 přítomných poslanců vyslovilo pro použití ozbrojených sil, mělo mít účinek pouze pro dočasnou dobu, a to k překonání krizové situace a normalizaci stavu.
Oficiální místa Ruské federace tehdy vyjádřila pro případ setrvání Krymu v celistvé Ukrajině obavy o budoucí postavení ruské černomořské floty, které slouží Sevastopol na Krymu jako domovský přístav.
Na oslavách dne vítězství 9. května 2014 se v krymském Sevastopolu sešlo okolo stovky tisíc lidí, mávali ruskými vlajkami a zpívali mimo jiné ruskou hymnu.

### Obsazování teritoria ruskou armádou
V noci na pátek 28. února proruští ozbrojenci zablokovali letiště u Sevastopolu a v Simferopolu. Ukrajinské úřady tvrdily, že na Krym bylo ruskými letadly dopraveno již 2000 ruských vojáků, a to údajně nad počet legálně přítomných příslušníků ruských základen. V průběhu dne 1. března 2014 se počet vojáků Ruské federace na území poloostrova Krym zvýšil až na šest tisíc. Ruští kozáci rovněž ustanovili kontrolní stanoviště na příjezdové silnici na poloostrov, aby znemožnili příchod stoupenců prozápadních ukrajinských sil. Dle slov zástupce Ukrajiny při OSN se jednalo dokonce o 15 tisíc ruských vojáků.
Moskva opakovaně popírala, že by došlo k nasazení jejích vojáků na Krymu mimo sevastopolskou základnu. Ruští ozbrojenci operující na Krymském poloostrově neměli na svých uniformách žádné insignie určující jejich státní příslušnost. Moskva je označovala za místní domobranu. Tito ozbrojenci byli nicméně vyzbrojeni moderní ruskou vojenskou technikou, jako například tichými odstřelovacími puškami VSS Vintorez nebo vojenskou verzí moderního ruského terénního vozu GAZ Tigr. Některá vozidla používaná ozbrojenci navíc nesla ruské státní poznávací značky. Kód 21 na jedné z poznávacích značek odpovídá znaku jižního vojenského okruhu ruské armády. Ruský ministr obrany Sergej Šojgu nicméně i nadále tvrdil: „Lidé v uniformách bez označení, kteří se pohybují na Krymu, žádný vztah k ruské armádě nemají. Je to absolutní nesmysl.“
Ukrajinská vláda v čele s prozatímním prezidentem Oleksandrem Turčynovem odsoudila postup Moskvy při krymské krizi jako agresi. Vydala nařízení, aby ukrajinské lodě opustily přístavy na Krymu a vyhnuly se tak možnosti obsazení proruskými ozbrojenci, což se však převážně nestalo. Posádka vlajkové lodě ukrajinského námořnictva Hetman Sahajdačnyj se podle ruských zdrojů přidala na ruskou stranu, a k Rusům přeběhl velitel ukrajinského námořnictva kontradmirál Denys Berezovskyj, proti kterému ukrajinská prokuratura následně zahájila trestní řízení pro vlastizradu. Internetové zpravodajství BBC nicméně citovalo prohlášení Andrije Tarasova, dalšího ukrajinského kontradmirála, který popřel informaci o dezerci posádky vlajkové lodě. Ta se podle něj nacházela pod ukrajinskou vlajkou na námořní základně na Krétě. Poté tato vlajková loď doplula do jednoho ukrajinského přístavu a zůstala součástí ukrajinského vojenského námořnictva.
Po anexi Krymu byla ruská příslušnost neoznačených vojáků nesporná a nasazení ruských ozbrojených sil během anexe potvrdil také ruský prezident Vladimir Putin. Později Putin vynesl výnos, kterým ustanovil 27. únor Dnem speciálních sil. Ruská média ho ihned přejmenovala na „Den zelených mužíčků“. Putin také uvedl, že byl během obsazování poloostrova v případě potřeby připraven uvést do pohotovosti jaderné zbraně.

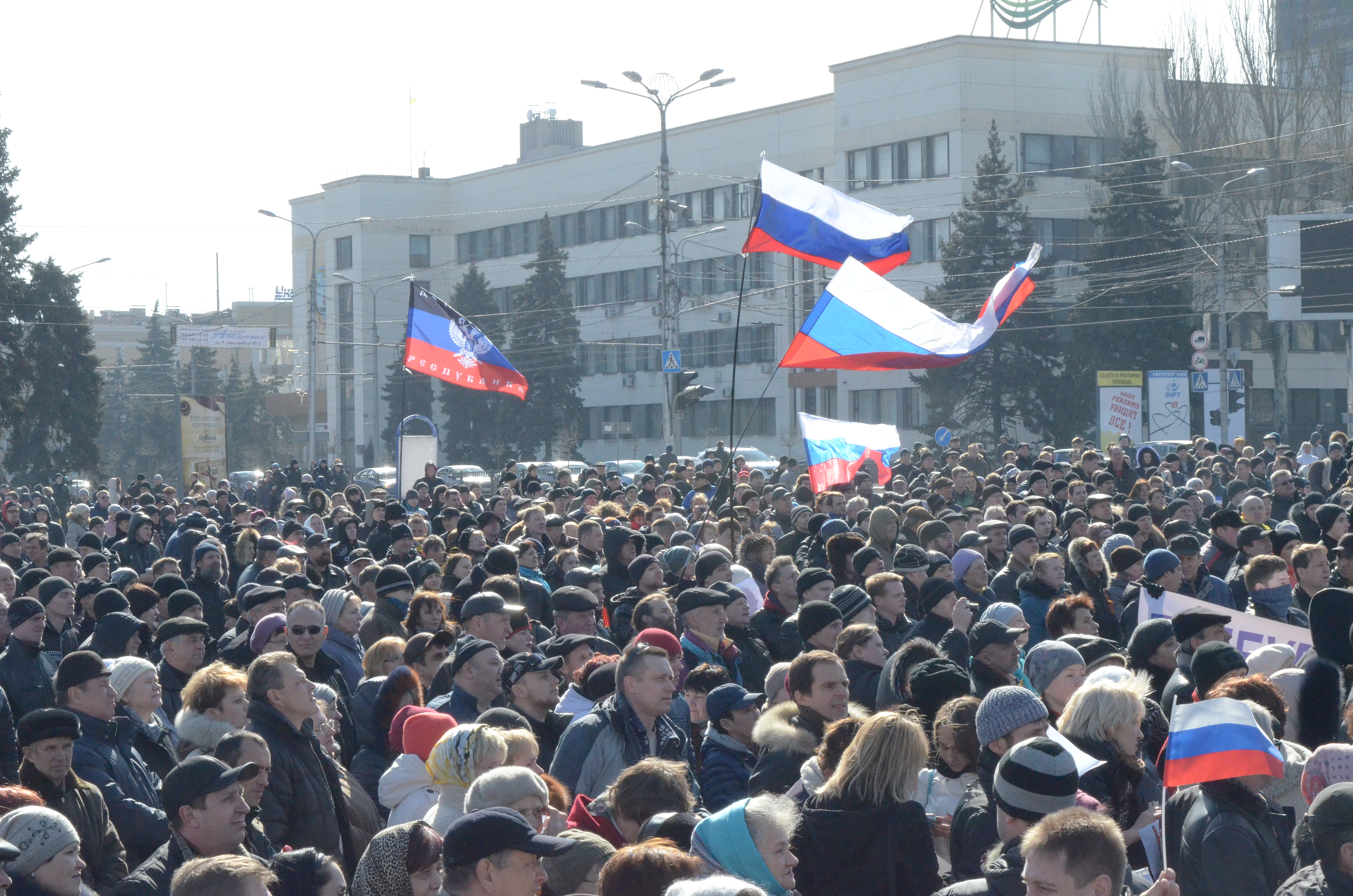
Proruská demonstrace v Doněcku, 8. března 2014

### Demonstrace na východě Ukrajiny
Krymskotatarská menšina politicky podpořila prozápadní vládu v Kyjevě, což situaci na poloostrově také vyostřilo. Část ruskojazyčného obyvatelstva Krymu však ruská vojska přivítala s nadšením jako osvoboditele. Ne všichni krymští Rusové ale s přítomností ruských vojáků souhlasili, několik lidí natočilo video, ve kterém ukázali své ruské pasy a vzkázali Rusku, aby je nezachraňovalo.
Ve stejné době došlo k demonstracím na východě Ukrajiny. Demonstranti na nich odmítli prozápadní vládu v Kyjevě a žádali Rusko o pomoc. Proruští aktivisté zaútočili na hlavním náměstí v Charkově na menší skupinku ukrajinských nacionalistů. Dle ruských zdrojů údajně ukrajinští nacionalisté házeli na autobusy a trolejbusy v blízkosti náměstí dělbuchy. V Charkově, druhém největším ukrajinském městě, se 1. března 2014 v odpoledních hodinách shromáždilo okolo 7–10 tisíc lidí, kteří vztyčili na budově radnice ruskou vlajku. Podobné protesty se uskutečnily i v Kerči, Melitopolu, Jevpatorii a Mariupoli. I na dalších místech byly vztyčeny ruské vlajky namísto ukrajinských.

### Reakce ukrajinské vlády a vývoj na Ukrajině
Ruská armáda útokem na orgány ukrajinského státu porušila mezinárodní dohodu nazývanou Budapešťské memorandum, kterou podepsalo také Rusko. Ukrajinský politik Vitalij Kličko 1. března 2014 vyzval, aby ukrajinská armáda vyhlásila mobilizaci vojska. Podobných kroků požadovaly i nacionalistická strana Svoboda i hnutí Pravý sektor, které vyzvalo k mobilizaci „proti imperialismu bez ohledu na národnostní příslušnost jednotlivých občanů Ukrajiny“.
Prozatímní prezident Ukrajiny Oleksandr Turčynov dne 1. března ve večerních hodinách vydal rozkaz ukrajinské armádě k bojové pohotovosti. Kroky, které provedlo Rusko ještě během téhož dne, označil za „neodůvodnitelnou agresi“. Požadoval, aby se ruská vojska na Krymu stáhla do svých základen, neboť jakákoliv další eskalace napětí by mohla vést k otevřenému ozbrojenému konfliktu. Ruská média na tento krok reagovala, že použije-li prozápadní ukrajinská vláda sílu pro pacifikaci východních oblastí země, prohlásí Rusko prezidenta Turčynova za válečného zločince.
Poté, co Rusko anektovalo Krym, se někteří tamní Ukrajinci cítí ohroženi, protože zastávají jiný než radikálně proruský postoj. Ukrajinské ministerstvo sociálních věcí zahájilo podporu pro Ukrajince, kteří se stěhovali z Krymu do pevninské Ukrajiny. Někteří studenti ukončili kvůli anexi své studium na Krymu. Alexandr Lukašenko se o anexi Krymu vyjádřil jako o špatném precedentu.
Po anexi Krymu vznikla série nepokojů ve východní části Ukrajiny. Ruský ministr zahraničí Sergej Lavrov navrhl jako podle něj jedinou možnost, jak zaručit stabilitu a neutralitu Ukrajiny, aby se Ukrajina stala federací, což ukrajinské vedení odmítlo s tím, že by se to rovnalo jejich kapitulaci. Ukrajinské ministerstvo zahraničí požádalo Rusko, aby přestalo dávat ultimáta Ukrajině jako suverénní a nezávislé zemi. Dále prohlásilo toto ministerstvo, že Lavrov, Putin a Medveděv mohou navrhovat scénáře jen pro Ruskou federaci. Federalizaci Ukrajiny chce prosadit organizace Jihovýchod, jejímiž členy jsou podle ukrajinských médií i organizace Veliká Rus a hnutí Trojjediná Rus, které prosazuje spojení Ruska, Ukrajiny a Běloruska.
Po anexi Krymu se značně ochladila a následně zmenšila obchodní výměna mezi Ukrajinou a Ruskem. Jako jeden z prvních kroků zakázala Ukrajina na svém území prodej zboží sedmi ruských potravinářských výrobců. Na to reagovalo Rusko zákazem dovozu produktů šesti ukrajinských mlékárenských společností. Oficiálně tyto firmy porušily předpisy a zákaz přišel kvůli ochraně práv spotřebitelů. Rusko také zakázalo dovoz výrobků polské mlékárenské firmy Mlekovita, kde byla údajně objevena bakterie z čeledi Enterobacteriaceae. Možnost výskytu této bakterie však šéf společnosti popřel. Předtím už Rusko zakázalo dovoz zboží ukrajinského mlékárenského družstva ROTR a firmy Hochland.
Rok po schválení Putinova návrhu na vyslání vojáků na Krym nebyla na Ukrajinu z Krymu nadále vpouštěna tamější vozidla s novými ruskými poznávacími značkami. Byly zrušeny veškeré vlakové a autobusové spoje mezi Krymem a Ukrajinou.

### Rozhodnutí Krymu a referendum

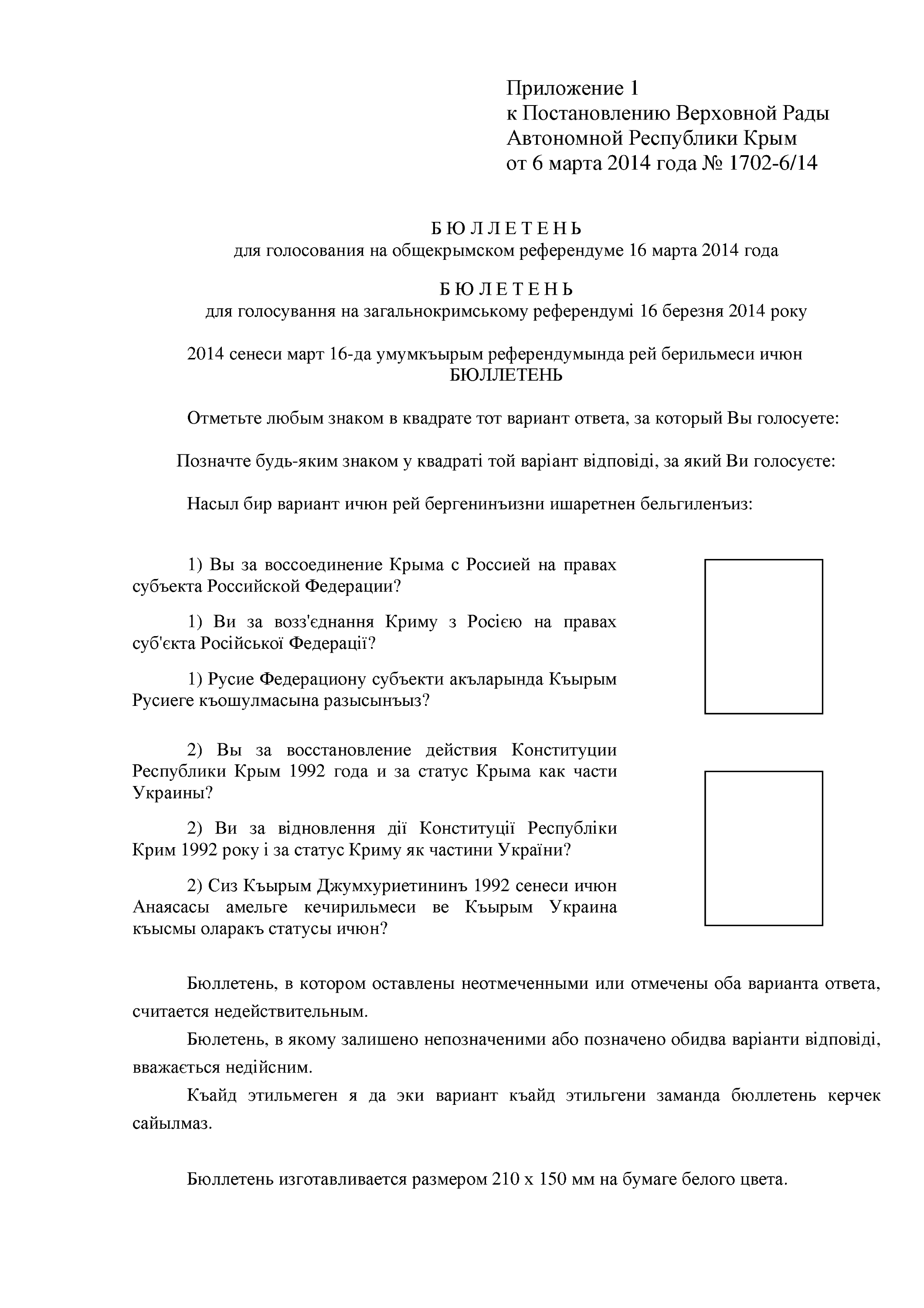
Hlasovací lístek v ruštině, ukrajinštině a krymské tatarštině

Dne 6. března 2014 přijala Nejvyšší rada Autonomní republiky Krym rozhodnutí o připojení Krymu k Rusku, které podle slov nového vicepremiéra Rustama Těmirgalijeva mělo okamžitou platnost. Ukrajinské ozbrojené síly, jež měly do té doby na Krymu své základny, Krym prý „okupovaly“. Dostaly na vybranou buď přijmout ruské občanství a připojit se k ruským vojskům nebo z poloostrova odejít. Několikatisícový dav proruských aktivistů shromážděný před simferopolským parlamentem přijal tuto zprávu s projevy radosti. Datum konání referenda, na němž se mělo kromě zvýšení autonomie Krymu v rámci Ukrajiny rozhodnout i o jeho připojení k Rusku, bylo posunuto na 16. března 2014.
Podle ruských státních médií se účastnilo referenda 70 až 135 zahraničních pozorovatelů. Nestrannost těchto pozorovatelů byla kritiky zpochybněna s ohledem na jejich krajně levicovou či krajně pravicovou a obecně proruskou orientaci. Dne 15. března 2014 ukrajinský parlament rozpustil parlament Krymu, ve snaze zastavit na poslední chvíli konání referenda o odtržení.
Referendum se uskutečnilo ve stanoveném datu. Výsledky ukázaly údajnou velkou podporu připojení Krymu k Rusku (96,7% voličů, účast 83 %). Krymský parlament dne 17. března vyhlásil nezávislý svrchovaný stát s názvem Republika Krym, který okamžitě požádal o vstup do Ruské federace jako její nový subjekt. Referendum provázela řada pochybností a Ukrajina a většina států světa jeho legitimitu neuznává a Krym považují stále za integrální součást Ukrajiny.
Po ukončení referenda ruští kartografové dostali pokyn vydat nové atlasy, ve kterých už je Krym součástí Ruska. Naopak u projektu Wikimapia, který má ruské zakladatele, změna příslušnosti Krymu předběžně neproběhla.
Referendum se stalo inspirací pro Podněstří, které je oficiálně součástí Moldávie, ale jsou na něm dislokovány jednotky ruské armády. Podněstří rovněž požádalo o připojení k Rusku.

## Reakce na anexi

### Mezinárodní reakce

Mezinárodní reakce na krizi v roce 2014 na základě oficiálních prohlášení dané vlády
----
Prohlášení vyjadřující starost o brzké mírové vyřešení konfliktu
Podpora ukrajinské územní celistvosti
Odsouzení ruských akcí
Odsouzení ruských akcí a uznání, že šlo o vojenskou intervenci nebo invazi
Podpora ruských akcí a/nebo odsouzení ukrajinské vlády
"Uznání ruských zájmů"
----
Ukrajina
Rusko

Státy, které dosud uznaly výsledky Krymského referenda

V souvislosti s nárůstem počtu ruských vojsk na poloostrově Krym došlo k zostření prohlášení západních politiků. Představitelé zemí Evropské unie a USA vyzvali Rusko k respektování teritoriální integrity Ukrajiny. Vysoká představitelka pro jednotnou zahraniční politiku Evropské unie, Catherine Ashtonová, označila rozhodnutí Rady federace vyslat na Ukrajinu ozbrojené síly za bezprecedentní eskalaci napětí. Ruská strana se hájí tím, že na Krymském poloostrově nepřekročila legálně domluvený počet vojáků na mezinárodní úrovni.
27. března 2014 byla přijata Rezoluce Valného shromáždění OSN č. 68/262 potvrzující územní celistvost Ukrajiny a zdůrazňující neplatnost referenda o nezávislosti Krymu.
V tzv. "Crimea Declaration", vydané ministrem zahraničí USA Michaelem R. Pompeem dne 25. července 2018, se připomíná tzv. Wellesova deklarace z roku 1940, ve které Spojené státy americké odmítly uznat obsazení Pobaltských republik silou a v rozporu s mezinárodním právem. V Krymské deklaraci USA potvrzují své stanovisko, že napadení Ukrajiny a pokus o anexi Krymu je snahou podkopat základní mezinárodní princip sdílený demokratickými zeměmi, který zapovídá obsazení cizího území a změnu hranic vojenskou silou. USA odmítají uznat ruskou suverenitu na Krymu, vyzývají Rusko k ukončení okupace a potvrzují, že budou tuto politiku dodržovat do doby, než se obnoví teritoriální integrita Ukrajiny.
Také Evropská unie zastává stejně nekompromisní stanovisko. Neuznání protiprávní anexe Autonomní republiky Krym a města Sevastopolu (non-recognition policy) představuje jeden z vůdčích principů politiky Evropské unie ve vztahu k probíhajícímu rusko-ukrajinskému ozbrojenému konfliktu. Jako základ platného sankčního režimu ve vztahu k území poloostrova slouží zásada neuznání, jež vyplývá z kogentního zákazu použití síly.
Někteří čeští politici srovnávali vývoj situace na Ukrajině s invazí vojsk Varšavské smlouvy do Československa v roce 1968. Prezident Miloš Zeman označil převod Krymu na Ukrajinu za darování, jež nesmyslně proběhlo na Chruščovův popud v roce 1954, nicméně rovněž připomněl okupaci ČSSR zeměmi Varšavské smlouvy. Srovnal ale řešení otázky Krymu Ruskem s vyhlášením nezávislosti Kosova. Podle jeho názoru i „světoví politici uznávají, že Krym nelze vrátit zpátky Ukrajině.“
Bývalý prezident Václav Klaus se vyjádřil, že Rusko bylo do dění na Ukrajině zavlečeno, protože Evropská unie a Spojené státy americké podpořily protivládní demonstrace. Jiří Dienstbier označil vývoj situace na Krymu za nevratný, ale domníval se, že mezinárodní společenství by ho nemělo akceptovat a dostatečně razantně zasáhnout.
V Česku proběhla demonstrace Ukrajinců proti ruské intervenci na Krymu. Před budovou ruského velvyslanectví v Praze-Bubenči demonstrovalo asi třicet ukrajinských občanů.
Kvůli krymské krizi zasedala rovněž i Rada bezpečnosti OSN, avšak pro odpor Ruska nebyla přijata žádná rezoluce. Dne 3. března 2014 jednala o vývoji situace na Krymu NATO. Ve stejný den diskutovali americký prezident Barack Obama a ruský prezident Vladimir Putin vývoj krize v devadesátiminutovém telefonickém rozhovoru. Ruský prezident se odmítl vzdát práva chránit ruskojazyčnou menšinu na Ukrajině, uváží-li to Rusko za nezbytné. Barack Obama vyzval k uklidnění situace, respektování teritoriální celistvosti Ukrajiny a stažení ruských vojsk do krymských základen.
Litevská prezidentka Dalia Grybauskaitė 1. března 2014 odsuzuje události na Krymu a tvrdí, že na ně musí reagovat veškerá mezinárodní společnost. Dle političky se jedná o narušení teritoria suverénního státu, což se – jak tvrdí – nesmí tolerovat. Je to, podle prezidentčina názoru, porušení jak mezinárodních závazků Ruska, tak rusko-ukrajinských dohod, tak i všech konvencí Organizace spojených národů.
Referendum o nezávislosti uznaly země: Rusko, Venezuela, Kazachstán, Arménie, Kyrgyzstán, Uganda, Afghánistán, Severní Korea, Sýrie, Bělorusko, Kuba, Bolívie, Nikaragua, Súdán, Zimbabwe a jeden stát, který není členem OSN: Náhorní Karabach. Republiku Krym a Sevastopol jako součást Ruské federace uznaly země: Afghánistán, Kuba, Nikaragua, Rusko, Sýrie a Venezuela.
Jelikož Bělorusko je v obtížné situaci, protože sousedí jak s Ruskem, tak s Ukrajinou a současně má na svém území ruské vojáky a ruskou menšinu a je součástí celní unie s Ruskem a Kazachstánem, je možné vyjádření Alexandra Lukašenka chápat jako snahu neznepřátelit si ani Ukrajinu, ani Rusko. Později i sám Janukovyč označil svou žádost o vyslání ruských vojáků na Krym za špatnou, protože připojení Krymu k Rusku nechtěl. Německý ministr financí Wolfgang Schäuble přirovnal anexi Krymu k uchvácení Sudet Hitlerem v roce 1938, kvůli čemuž si ruská diplomacie předvolala německého velvyslance. Podobné přirovnání použili také Hillary Clintonová a Karel Schwarzenberg. Podle portálu independent.co.uk připojení Krymu k Rusku Putinovi nebude stačit a bude se snažit k Rusku připojit i Bělorusko, pobaltské státy a Finsko. Podle ruských poslanců, kteří podali žádost generálnímu prokurátorovi Juriji Čajkovi,aby prověřil okolnosti rozpadu Sovětského svazu a zahájil stíhání odpovědných osob, byla nezávislost pobaltských států při rozpadu SSSR uznána nelegálně díky tomu, že Michail Gorbačov vytvořil nový vládní vrcholný orgán, který neměl oporu v ústavě. Podle dříve provedené studie by se Švédsko a Finsko v případě ruského útoku nedokázaly bránit ani dva dny. Nálet na Stockholm a další místa ve Švédsku byl podle deníku Svenska Dagbladet námětem jednoho ruského vojenského cvičení začátkem roku 2013. Švédské letectvo tento incident nepopřelo avšak uvedlo, že se ruská letadla držela v mezinárodním vzdušném prostoru.
Anexi Krymu podpořil maďarský poslanec Tamás Gaudí-Nagy, a dodal, že Zakarpatská Ukrajina, která byla několik set let součástí Uherského království, by měla opět patřit Maďarsku. Maďarský stát však územní nároky vůči svým sousedům oficiálně nevznáší.
V Lotyšsku byla v souvislosti s děním na Ukrajině na tři měsíce odebrána licence pobočce ruské televize RTR, což Rusko označilo za omezování práv ruskojazyčných občanů na území Lotyšska.
Jako reakci na zábor Krymu zbavila Rada Evropy Rusko hlasovacího práva do konce roku 2014. V lednu 2015 parlamentní shromáždění odebrání hlasovacích práv prodloužilo až do dubna a nově zakázalo účast ruských zástupců v ústředních orgánech. Schválilo také rezoluci, která Rusko vyzývá k propuštění vězněné ukrajinské pilotky Nadiji Savčenkové.
Americký Národní úřad pro letectví a vesmír (NASA) pozastavil některé druhy spolupráce s Ruskem, ovšem kromě prací týkajících se Mezinárodní vesmírné stanice (ISS). NASA a ruská kosmická agentura Roskosmos budou „pokračovat ve společné práci na bezpečnosti a návaznosti operací“ na orbitálním komplexu, jak uvedla NASA ve svém prohlášení. Spojené státy americké jsou přitom na ruském kosmickém programu jistým způsobem závislé, neboť po vyřazení raketoplánů neměly v aktivní službě vlastní kosmickou loď, kterou by mohly dopravit astronauty do vesmíru. Američané proto využívají ruská plavidla Sojuz, za jedno místo v této kosmické lodi platí kolem 24 milionů dolarů. V jiných případech než je ISS však zaměstnanci NASA nyní nesmí cestovat do Ruska, přijímat návštěvy ruských odborníků ani udržovat elektronický kontakt se svými ruskými protějšky.
Jako integrální součást Ruské federace uznala Krym v říjnu 2016 Sýrie. Výbor Valného shromáždění OSN odsoudil v roce 2016 na návrh Ukrajiny malou většinou porušování lidských práv na Krymu. Z celkových 193 členských států bylo pro text rezoluce 40 zemí, proti bylo 23 zemí a další se zdržely hlasování.

### Reakce Ukrajiny a Krymských Tatarů

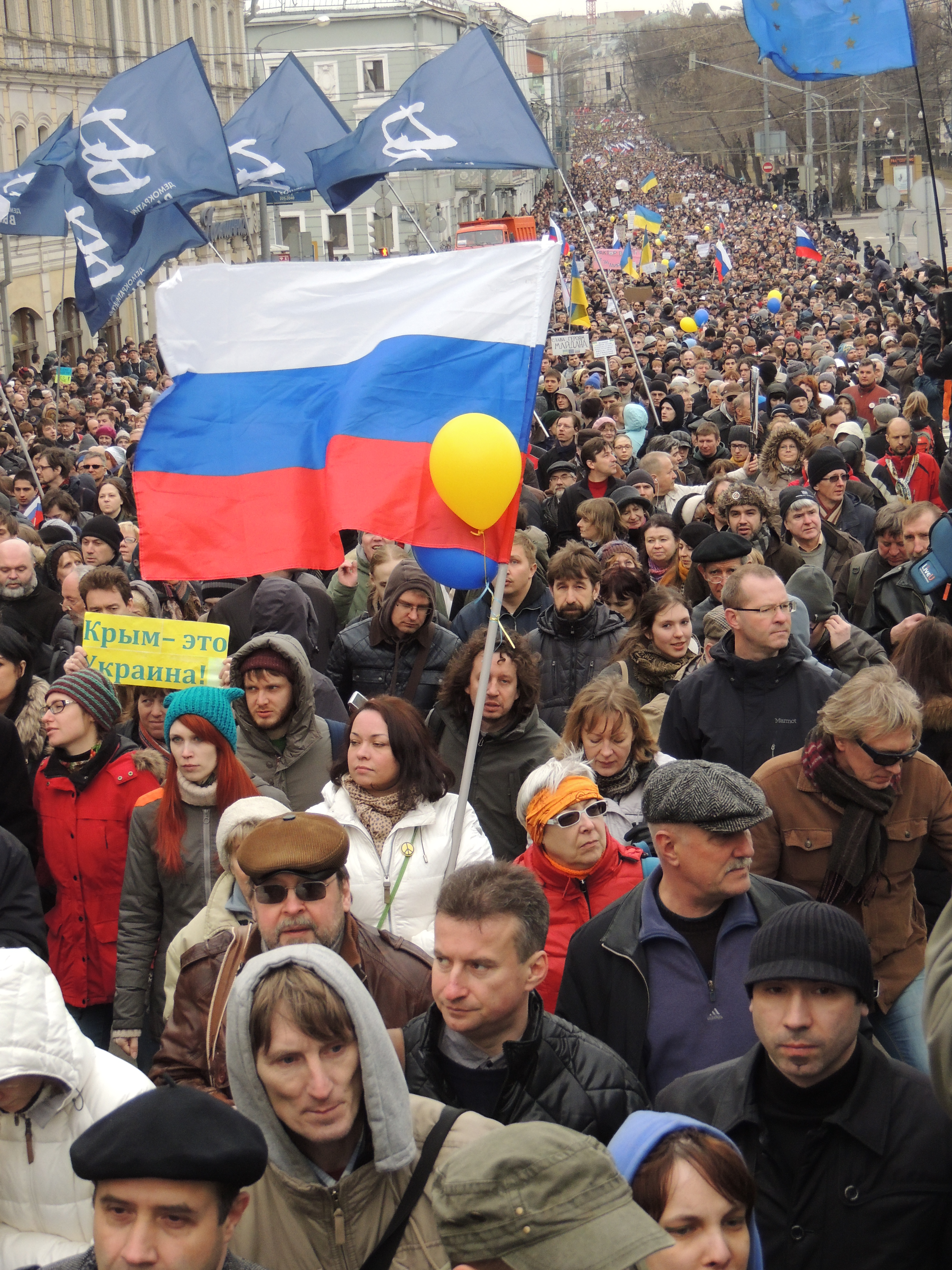
Okolo 50 000 lidí se shromáždilo na Protiválečný pochod v Moskvě 15. března 2014

Krymští Tataři požadují po Rusku autonomii oblastí, ve kterých žijí, o které připravují referendum, Krymská vláda chce naopak od Krymských Tatarů vrátit část pozemků.
Nějakou dobu po anexi Krymu bylo kyjevským soudem nařízeno pozastavení vysílání ruských televizních stanic na Ukrajině. Moskva se proti tomuto kroku ohradila s tím, že zjevným cílem je odstřihnout miliony rusky mluvících lidí od pravdivých informací o dění na Ukrajině. Ukrajinská Rada národní bezpečnosti naopak udala jako důvod šíření informací, které ohrožují národní bezpečnost a svrchovanost a celistvost Ukrajiny. V souvislosti s tímto zákazem někteří Rusové upozorňují na blokádu nezávislé televize Dožď v Rusku, která často kritizovala Putina.
Ukrajina také zpřísnila vstup ruských občanů na území Ukrajiny, znemožnila tak vstup některým pasažérům a pilotům Aeroflotu, takže piloti museli strávit noc v letadle za přítomnosti ukrajinské pohraniční stráže.
Po odvysílání ruského dokumentu s názvem 'Krym. Cesta do vlasti (rusky: Крым. Путь на Родину. Документальный фильм Андрея Кондрашова.)' na ruské televizní stanici Rossija 1, ve kterém se Vladimir Putin zmínil o předem naplánované anexi Krymu, stejně jako o přítomnosti ruských vojáků na Krymu, byla tato záležitost analyzována Ukrajinou a ukrajinský premiér Arsenij Jaceňuk instruoval ministerstvo zahraničí a generální prokuraturu k vypracování žaloby na Rusko u Mezinárodního soudního dvora v Haagu.

### Reakce obyvatel Krymu

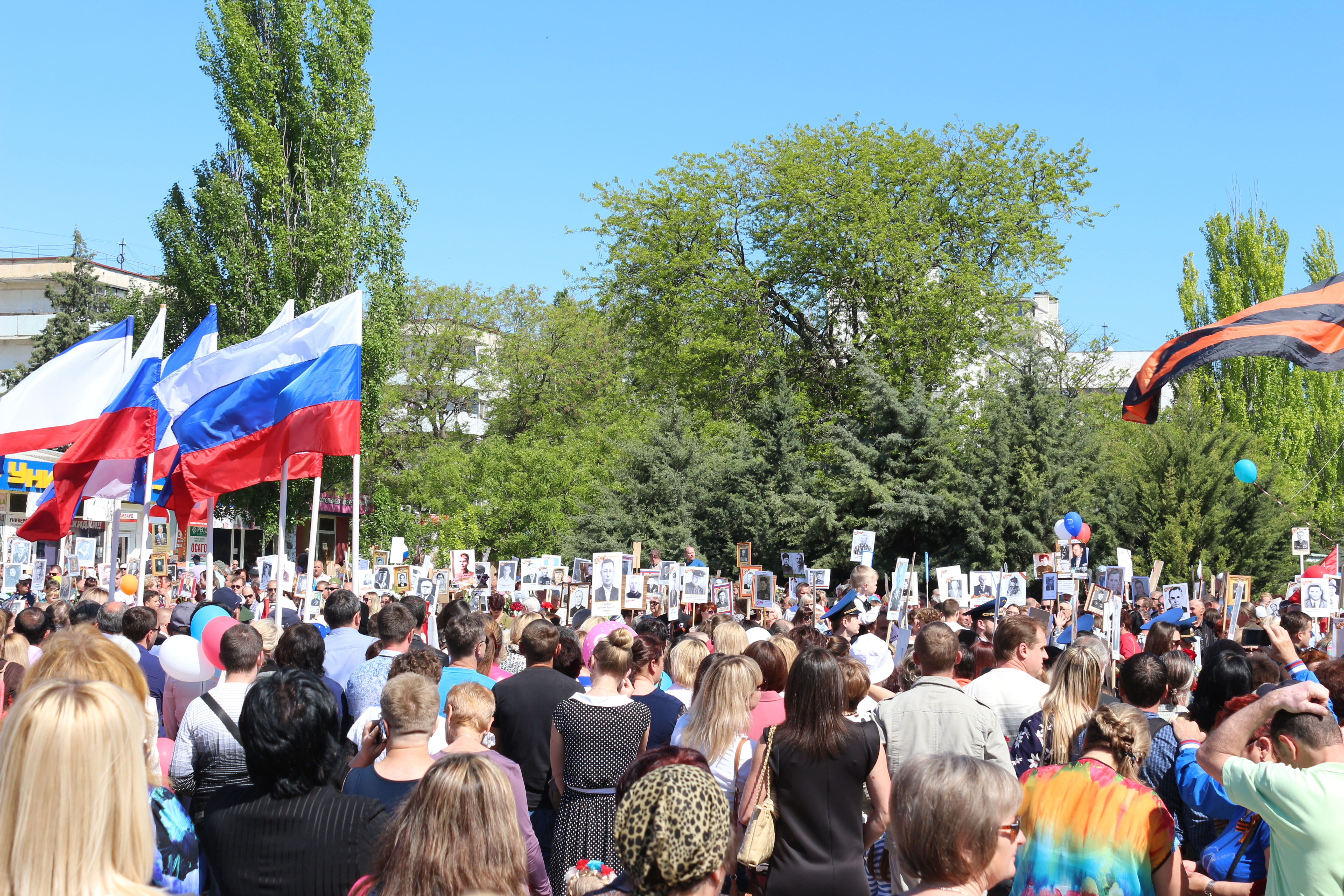
Lidé ve městě Saki na Krymu oslavují Den vítězství ve 2. světové válce 9. května 2016

GfK, německá společnost provádějící průzkumy veřejného mínění a čtvrtá největší organizace pro výzkum trhu na světě, provedla v roce 2015 průzkum v krymském regionu. Podle tohoto průzkumu 82 % lidí na Krymu „plně podporuje“ odtržení Krymu od Ukrajiny a připojení do Ruské federace, 11 % „převážně souhlasí“, zatímco jen 7 % s odtrhnutím „nesouhlasí“. Podle průzkumu amerických univerzit z Colorada a Virginie si 84 % lidí na Krymu myslí, že připojení do Ruska je „naprosto správné rozhodnutí“.

### Reakce Ruska
Po anexi Krymu Rusko slíbilo stáhnout své vojáky od hranic s Ukrajinou, podle NATO se tak tehdy ale nestalo. Podle Philipa Breedlova by v případě invaze ruských vojáků na Ukrajinu tito dosáhli svých cílů za tři až pět dnů.
Prezident Putin na téma údajného ohrožení jiných zemí ze strany Ruska prohlásil, že nemá zájem na dalším dělení Ukrajiny a že se nemá věřit těm, kteří vykřikují, že po Krymu budou anektovány další oblasti. O tom, že ruská vojska nechystají vpád na východní Ukrajinu, ujišťoval tehdy amerického ministra obrany Chucka Hagela ruský ministr obrany Sergej Šojgu. Již tehdy britský Královský institut pro obranná a bezpečnostní studia vypracoval studii čtyř možných scénářů (autoři poznamenali, že se jedná pouze o možnosti, nikoliv o předpověď vývoje), kterými by mohla pokračovat ruská vojenská cvičení u hranic s Ukrajinou, od prosté demonstrace síly ruské armády bez vstupu na Ukrajinu po vstup na Ukrajinu kvůli vytvoření koridoru, kterým by byl zásobován Krym, protože jeho obslužnost trajektem přes Kerčský průliv (tehdy ještě nebyl postaven Kerčský most) je nedostatečná. Potenciálním důvodem možné intervence Ruska na celém východě Ukrajiny by podle britské studie mohla být ruská závislost na dodávkách vojenské techniky, které činí sice pouze 4,4 % ruských potřeb, z nich je ale část klíčová a údajně nenahraditelná vlastní ruskou produkcí. V případě, že by Rusko vstoupilo na další území Ukrajiny, navrhl tehdy Miloš Zeman zásah NATO. Podle Bohuslava Sobotky by NATO ale ani v případě pokračující ruské agrese zasahovat nemělo, pokud nepůjde o napadení některého ze členských států NATO nebo o nasazení nerozhodne OSN.
Putin informoval některé evropské představitele, včetně českého prezidenta Miloše Zemana, o možném zastavení dodávek plynu na Ukrajinu, dokud nebude splacen její dluh za již dodaný plyn ve výši 2,2 miliardy USD. To se ale může obrátit proti Rusku samotnému, protože Rusko je dle některých názorů závislé na platbách za dodávky energetických surovin do Evropy. Eurokomisař pro energetiku Günther Oettinger oznámil, že připravuje řešení, takže žádný důvod panikařit. V případě zastavení dodávek plynu z Ruska existuje kromě nabídky dodávky zkapalněného plynu z USA také nabídka dodávky plynu z Íránu, ovšem díky neexistujícímu plynovodu také ve zkapalněné formě.
Ruská polostátní televize NTV oznámila, že ruské zvláštní služby zadržely 25 Ukrajinců, kteří byli podezřelí z přípravy teroristických útoků v období od 14. do 16. března v Rostovské, Volgogradské, Tverské, Orlovské a Bělgorodské oblasti, Kalmycké republice a Tatarstánu podle instrukcí ukrajinské tajné služby SBU.

### Stanovisko mezinárodního trestního soudu
Mezinárodní trestní soud v Haagu (ICC) rozhodl, že situace na Krymu a v okolí přístavního města Sevastopol se rovná mezinárodnímu ozbrojenému konfliktu mezi Ukrajinou a Ruskem. Ozbrojený konflikt vypukl nejpozději 26. února 2014, tedy v době, kdy Rusko bez souhlasu ukrajinské vlády vyslalo na Ukrajinu příslušníky svých ozbrojených sil. Podle ICC se o ozbrojený konflikt jedná ve chvíli, kdy jeden či více států okupují jiný stát. Zdali se okupace setkala s ozbrojeným odporem, je podle soudu irelevantní.

### Krymská platforma
Ukrajina jmenovala první náměstkyní ministra zahraničních věcí etnickou krymskou Tatarku Emine Dzhaparovou. Ta má na starosti novou iniciativu "The Crimean platform", která má udržovat mezinárodní povědomí o protiprávní okupaci Krymu Ruskem. Cílem iniciativy je příprava Krymského summitu roku 2021 a jednání s hlavami států, diplomaty, ministry obrany, parlamenty a experty o strategii, jak navrátit Krym zpět Ukrajině. Inaugurační summit Krymské platformy se uskutečnil 23. srpna v Kyjevě. Českou republiku na summitu zastupoval předseda Senátu Parlamentu ČR Miloš Vystrčil.. V Kyjevě se založení platformy zúčastnili zástupci ze 44 zemí a institucí, kteří přijali společné prohlášení o neuznání anexe Krymu.

## Následky anexe

### Porušení budapešťského memoranda
Podle prohlášení premiérů zemí Visegrádské skupiny a některých politologů bylo ruskou anexí Krymu v roce 2014 a následnou intervencí na východní Ukrajině porušeno Budapešťské memorandum. Jako jasné porušení platných dohod toto jednání označili např. lídři států G7.
Valné shromáždění OSN přijalo rezoluci, kterou připomnělo povinnost dodržování Charty OSN co se týká jednoty a územní celistvosti členských států OSN a upozornilo na bezpečnostní záruky vyplývající z Budapešťského memoranda z roku 1994.
I přesto, že někteří kritici hovoří o tom, že samotné memorandum nemá váhu smluvního uspořádání, memorandum svými ustanoveními odkazuje na právně závazný Závěrečný akt Konference o bezpečnosti a spolupráci v Evropě. Ten podepsali všichni signatáři memoranda.

### Následky na Krymu

#### Životní úroveň a ekonomika

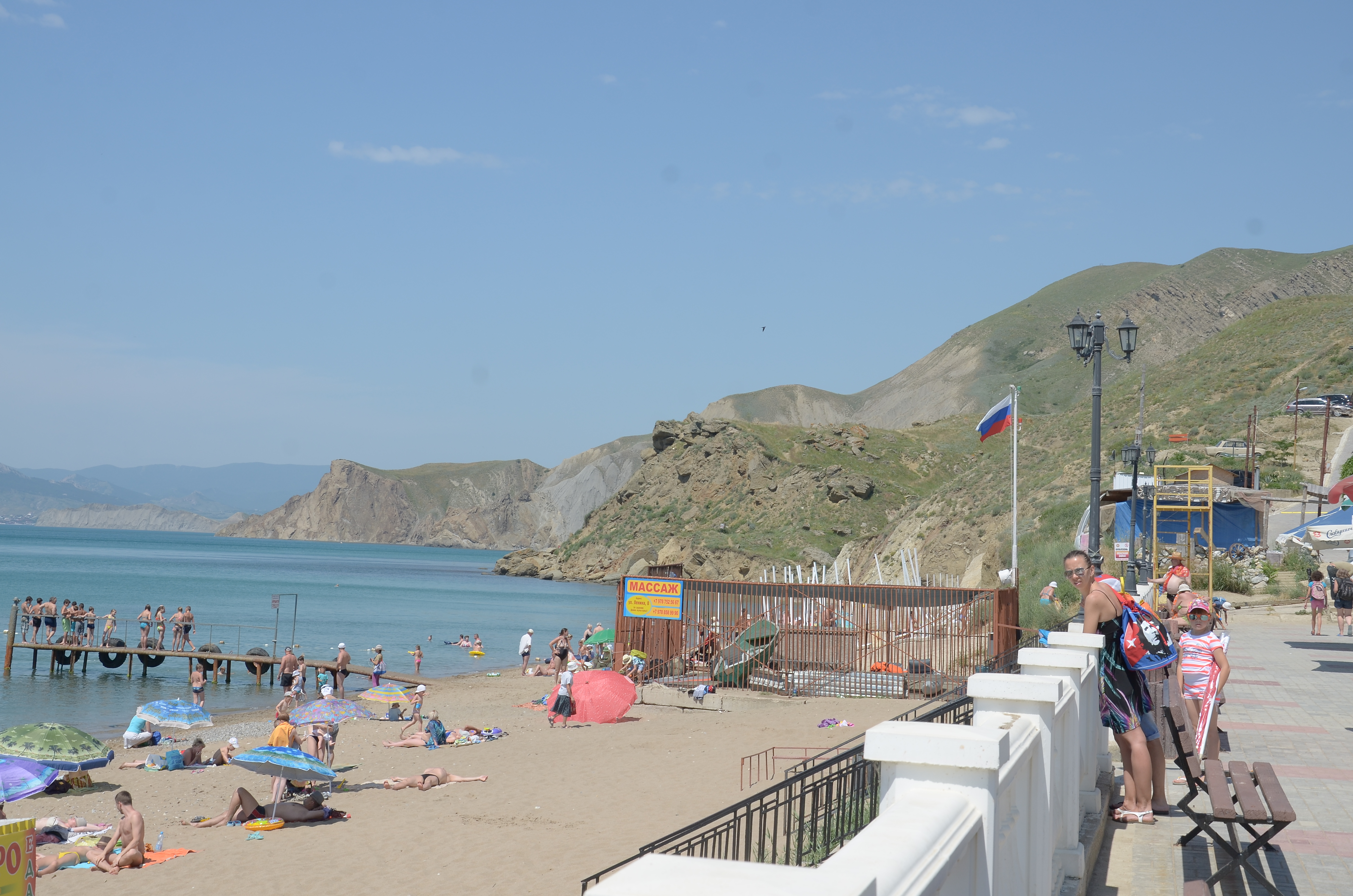
Turisté na Krymu v červnu 2015 a v pozadí ruská vlajka

Z Krymu odešly mezinárodní společnosti a nejsou možné platby kartou. Lze pozorovat určitý chaos v administrativě. Podstatně změněny byly školní osnovy. Stouply ceny potravin, zmenšila se nabídka zboží a nová vláda znárodnila majetek za více než miliardu dolarů. Uzavření přívodu vody z Ukrajiny vedlo k tomu, že zemědělci k pěstování rýže používali vodu ze studní, tato voda ale kvůli své slanosti pole poničila. Na Krym přestali resp. nemohou jezdit zahraniční turisté (Evropská unie zakázala cesty výletních lodí na Krym) a i počet turistů z Ruska se v roce 2014 snížil. Letecké spojení je zajišťováno pouze mezi Krymem a Ruskem.
V souladu s režimem sankcí tak například zboží pocházející z Krymu prakticky nemá šanci se dostat na západní trhy. Západní subjekty mají zapovězeno na poloostrově podnikat. Vůči okupovaným územím platí plošný zákaz půjčovat tam peníze, investovat, pořizovat nemovitosti, zakládat společné podniky, poskytovat poradenské služby. Pod embargem jsou i dodávky zařízení či technologií do klíčových odvětví ekonomiky Krymu jako energetika, telekomunikace nebo doprava. Osobní doklady vydané ruskou okupační správou včetně pasů pro cesty do zahraničí nejsou uznávány jako platné. Vysoké školy z Krymu se nemohou zapojit do programů studentské a vědecké výměny. V obavách ze zařazení na sankční seznam se Krymu vyhýbají i největší ruské korporace včetně státních a polostátních firem jako Sberbank nebo hlavní mobilní operátoři.
Někteří obyvatelé Krymu změnili na připojení k Rusku názor, ale většina chce i přes zhoršení situace nadále patřit k Rusku. „Jsem moc šťastná, že jsme se připojili k Rusku, dlouho jsme o tom snili. Lidé jsou trochu nespokojení s tím, že se zpožďují mzdy, ale hlavně, že tu není válka,“ řekla agentuře AFP zdravotní sestra Galina Tolmačjovová. Z průzkumu ukrajinské pobočky německé společnosti GfK, která se 16. až 22. ledna 2015 telefonicky dotazovala náhodně vybraných obyvatel Krymu, vyplynulo, že 82 % dotazovaných podporuje ruskou anexi Krymu, 11 % anexi částečně podporuje a jen 4 % dotazovaných s anexí nesouhlasí.
Naproti tomu Krymští Tataři jsou s novou situací nespokojení a žádají OSN, aby zabránila jejich „vyhlazení“, protože někteří z nich jsou postihováni násilím. Požadují, aby měli možnost podávat žaloby proti diskriminaci k mezinárodním soudům. Rusko jejich stížnosti odmítá jako neopodstatněné a ujišťuje Tatary, že jejich práva zůstanou zachována. V polovině dubna pozastavila krymská prokurátorka Natalja Poklonská činnost neoficiálního krymskotatarského parlamentu medžlisu, což důrazně kritizoval generální tajemník Rady Evropy Thorbjørn Jagland. Už předtím prokurátorka požadovala jeho zapsání na seznam extremistických organizací. 26. dubna 2016 zákaz i označení za extremistickou organizaci potvrdil Nejvyšší krymský soud. Jeden z vůdců medžlisu Nariman Dželjal na to reagoval prohlášením, že jeho organizace podá odvolání a požádá o spravedlnost i evropské instituce.

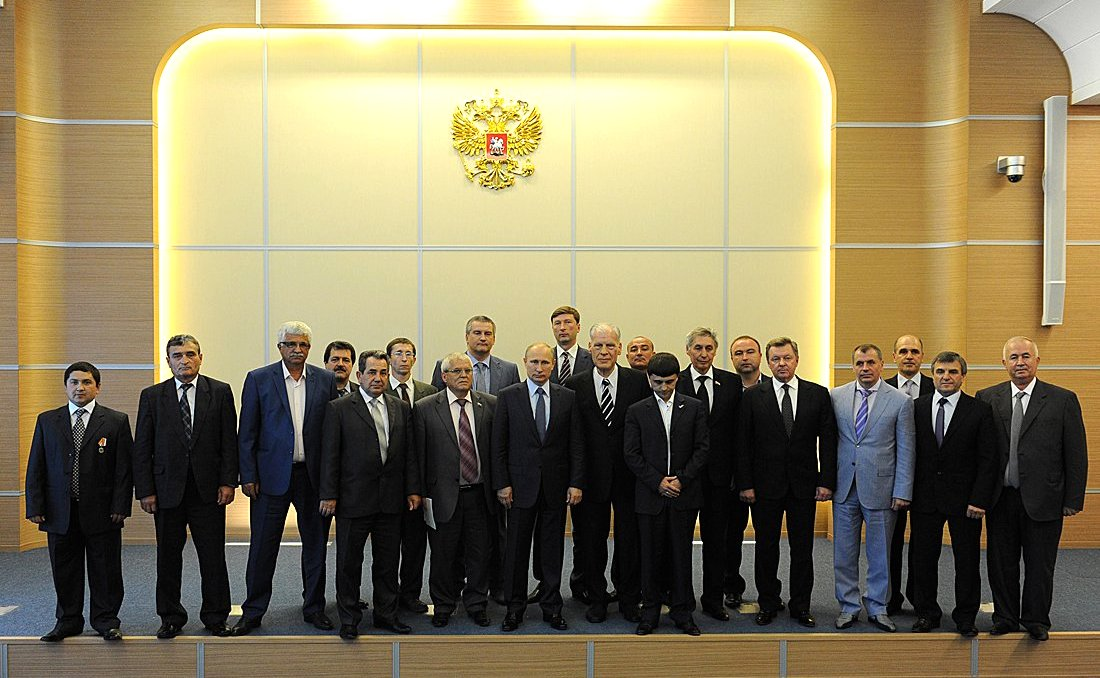
Ruský prezident Putin při setkáni se zástupci Krymských Tatarů 16. května 2014

Ačkoliv si obyvatelé nestěžovali na nedostatek zboží v obchodech nebo na úroveň služeb, po anexi očekávali zlepšení ekonomické situace, které slibovalo Rusko. Dva roky po anexi ale zůstávaly platy a mzdy stejné, zatímco ceny dramaticky stoupaly a dostupnost zboží se tak radikálně snížila. Hluboce upadl také turistický ruch, který přišel o mnoho návštěvníků. Místní lidé vinili ze zhoršení situace Moskvu, která se podle nich nezajímala o dění na poloostrově. Snížit ceny měl Krymský most, jehož silniční část byla zprovozněna 15. května 2018. Ostatní části byly dle plánu postupně zprovozněny během roku 2019, k očekávanému zlevnění potravin však nedošlo.

#### Nedostatek vody
Ukrajina v reakci na anexi uzavřela 400 km dlouhý Severokrymský kanál, který přiváděl vodu z Dněpru a pokrýval 85 % tamní spotřeby vody. V roce 2020 došlo k dramatickému vysychání půdy a zásoba v rezervoárech, ze kterých čerpají vodu města Simferopol a Bachčisaraj je na historickém minimu za posledních 150 let. Rusko se pokouší najít vodu za pomoci vrtů. Za zásobování obyvatelstva vodou je podle Čtvrté Ženevské úmluvy odpovědná okupující mocnost a Ukrajina, která nemá v této záležitosti žádné mezinárodní závazky, je ochotna obnovit zásobování vodou pouze po navrácení okupovaného území.

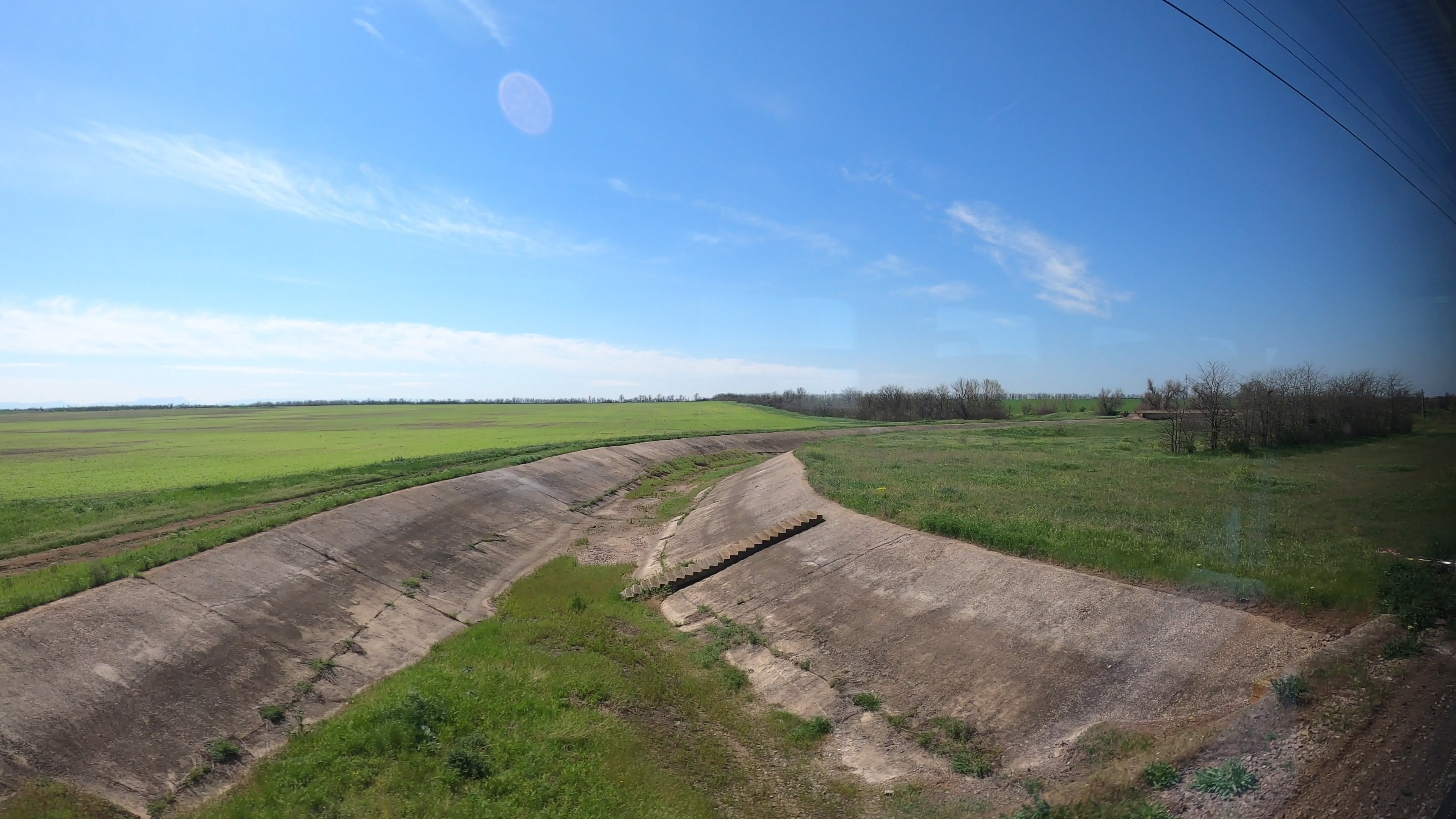
Severokrymský kanál v roce 2021

Dramatický nedostatek vody na Krymu je důvodem, proč se plocha zavlažované půdy zmenšila na necelou desetinu původní plochy a zemědělská produkce klesla o 92 %. K poklesu zásob sladké vody přispěl i nedostatek srážek roku 2020 a přívalové srážky v roce 2021 naopak poškodily tamní infrastrukturu. Chybí dostatek pitné vody pro tamní obyvatelstvo, které vzrostlo stěhováním z ruského vnitrozemí a jeho velkou část tvoří vojáci a jejich rodiny. V některých oblastech teče pitná voda pouze 15 min. dvakrát za den. Veškeré pokusy Ruska přivést na Krym vodu potrubím, odsolováním mořské vody, vyvoláním umělého deště nebo vrtáním hlubokých artéských vrtů selhaly. Do vrtů vniká mořská voda, která je znehodnocuje a pobřežní vody jsou znečištěny, protože čističky při nedostatku vody vypouštějí odpady rovnou do moře.
Na podzim roku 2020 začali ruští představitelé i okupační krymské úřady obviňovat Ukrajinu z vytvoření humanitární katastrofy a pokusu o "genocidu" krymského civilního obyvatelstva. Když Rusko na jaře 2021 rozmístilo na Krymu a u hranic se separatistickými regiony (LPR/DPR) desítky tisíc vojáků a moderních zbraní, mnozí experti (včetně tehdejšího ministra obrany Ukrajiny Andrije Tarana) naznačovali, že Ruská federace zvažuje útok na Ukrajinu, aby si zajistila dodávky vody na okupovaný poloostrov. Podobné problémy zažívají i okupované oblasti Donbasu. Během ruské invaze na Ukrajinu v roce 2022 bylo jedním z primárních cílů ruských sil obsadit hráz a elektrárnu Kachovské přehrady za účelem obnovení dodávek vody na anektovaný Krym. Dne 6. června 2023 došlo k vážnému poničení hráze Kachovské nádrže a od té doby je Severokrymský kanál opět nefunkční.

#### Občanské svobody
V rozhovoru s krymskotatarskou aktivistkou Elzarou Beshuili vyplynulo, že období po anexi provázela snaha omezit proukrajinský aktivismus a lidé se museli nuceně přizpůsobit novým reáliím. Obyvatelé byli nuceni k přijetí ruského občanství, ostatní občané měli těžší život. Proukrajinští aktivisté byli prověřováni ruskou tajnou policií FSB pod záminkou, že u nich hledá zbraně nebo extremistickou literaturu. Bolestně anexi vnímali Krymští Tataři, kteří se v minulosti stali obětí deportací Sovětským svazem a stálo je velké úsilí se na Krym později vrátit. Po anexi Krymu Ruskou federací neměli kam odejít, přesto byli k dobrovolnému odchodu tlačeni, jak tvrdila Beshuili. Ukřivdění jsou také místní Ukrajinci, kteří mají pocit, že se o ně Ukrajina málo zajímá.
Ke konci roku 2017 vydala Human Rights Watch zprávu ke stavu svobod na Krymu, v které uvedla, že Moskva přitvrdila a začala na Krymu umlčovat každého, kdo k ní není loajální. Svobodná média byla zakázána a kritici anexe jsou trestáni. Ukrajinci a Krymští Tataři jsou obviňování z extremismu, separatismu a terorismu, aniž by se něčeho podobného dopouštěli. Podle jednoho z mála advokátů, kteří se věnují politickým případům na Krymu, krymského Tatara Edema Semedljajeva, jsou rozsudky předem napsané FSB a dopředu je vždy jasné, jak soud dopadne.
Úřad Vysokého komisaře OSN pro lidská práva v podrobné zprávě z podzimu 2018 konstatoval „přetrvávající selhání úřadů Ruské federace, coby okupační mocnosti, náležitě garantovat a chránit široký okruh lidských práv“ na dočasně okupovaných územích. Valné shromáždění OSN ve speciální rezoluci o stavu lidských práv v Autonomní republice Krym a městě Sevastopolu (které má administrativně zvláštní postavení) na sklonku roku 2018 odsoudilo „zdokumentovaná vážná porušení a potlačování práv obyvatel“ dočasně okupovaných území. Specificky v této souvislosti jmenovalo: „mimosoudní zabití, únosy, násilná zmizení, politicky motivované pronásledování, diskriminaci, utiskování, zastrašování, násilí včetně sexuálního násilí, svévolná zadržení a zatčení, mučení a nelidské zacházení, zejména s cílem vynutit doznání, umisťování do psychiatrických zařízení a jejich převedení nebo deportaci z Krymu do Ruské federace jakož i potlačování ostatních základních svobod včetně svobody projevu, svobody náboženství a vyznání a svobody sdružování a práva na pokojné shromažďování“.

#### Vyvlastnění majetku Ukrajinců a cizinců
Od začátku srpna roku 2014 začalo politické vedení poloostrova zabírat majetky fyzických osob a právnických subjektů s ukrajinskou státní příslušností na Krymu. Týkalo se to například lukrativních vinic na jihu poloostrova nebo médií, především kritických k ruské vládě. Dělo se tak na základě krymského zákona, který vešel v platnost v srpnu 2014. Na přelomu let 2014 a 2015 už bylo takto vyvlastněných podniků nebo pozemků na 4000. Kvůli tomuto postupu podali ukrajinští majitelé proti Rusku několik žádostí o mezinárodní arbitráž, v rámci nichž jim byly přiřčeny značné částky jako náhrada škody. Nicméně Rusko výsledky arbitráží ignorovalo.
20. března 2021 vešel v platnost dekret ruského prezidenta Vladimira Putina, který zakazuje vlastnictví půdy cizincům a Ukrajincům v 19 z celkových 25 administrativních oblastí Krymu. Vyvlastněno tak bude 11 500 pozemků patřících občanům 55 států světa, především Ukrajincům. Majitelé mají roční lhůtu pro převedení pozemků na ruské občany, po jejímž uplynutí dojde k vyvlastnění soudní cestou a peníze z následného prodeje připadnou místním orgánům. Putinův dekret kritizovala EU, která jej spatřuje v rozporu s mezinárodním humanitárním právem, a Ukrajina měla v úmyslu tento dekret napadnout u mezinárodních soudů.

### Další plány Ruska
Už po obsazení Krymu se objevily obavy, že se Rusko nespokojí pouze s Krymem, ale že bude chtít obsadit i další území, především v Pobaltí. Tyto obavy se snažil v březnu 2015 rozptýlit ruský velvyslanec v Polsku Sergej Andrejev svým prohlášením, že se polští politici mýlí, když se domnívají, že Rusko představuje hrozbu pro Polsko, Estonsko, Lotyšsko a Litvu, a že není plánován další zábor území, protože obsazení Krymu bylo výjimečné kvůli jeho postavení a historickému vývoji.

### Vyšetřování
V listopadu 2016 vydal svou zprávu Mezinárodní trestní soud, který rozhodl, že situace na Krymu je ozbrojeným konfliktem mezi Ruskem a Ukrajinou, který vypukl nejpozději 26. února 2014 vysláním ruských ozbrojených sil na Ukrajinu bez souhlasu ukrajinské vlády. Podle soudu je určujícím faktorem okupace cizího území.